# Enric Bertran de Balanda
Enric Bertran de Balanda (Perpinyà, 1887 - Sant Joan de Pladecorts, 1936) va ser un compositor rossellonès.
Era nebot del militar i polític Henri Jean-Marie Joseph Bertran de Balanda (1854-1936), i el 1830 es casà amb Suzanne Vergés de Rigaudy (germana del financer, erudit i mecenes Emmanuel Vergés de Rigaudy). Formava part el 1927 de la Colla del Rosselló, que integraven intel·lectuals com Horaci Chauvet, Carles Grandó, Pau Berga, Enric Aragon, Albert Bausil, Carles Bauby…
Va ser autor de diverses peces per a piano i per a orquestra, una de les quals, el ballet El vel de les fades va ser estrenada a Berna el 1914 i es representà a Perpinyà el 1928.
També feu crítica musical a la premsa local.

## Obres
- Les bruxas del Cadí. Per a violí i piano
- Esquisse. Per a piano
- Fête foraine. Per a piano
- La nymphe, (1922). Poema coral amb lletra de Ferdinand Lop
- Voilé des fées: fête catalane, (1914). Per a petita orquestra, ballet